# Títulos individuais de futebolistas pelo Sport Club Corinthians Paulista
Este anexo lista títulos individuais de futebolistas pelo Sport Club Corinthians Paulista, clube brasileiro de futebol da cidade de São Paulo, fundado em 1910. O Corinthians possui o Estádio Alfredo Schürig, mas manda seus jogos no Estádio do Pacaembu. Está prevista para o fim de 2013 a inauguração, de seu novo estádio, sede da cidade de São Paulo na Copa do Mundo FIFA de 2014. Segundo pesquisas, a torcida corintiana, apelidada Fiel, é a maior do Brasil, empatada com o Clube de Regatas do Flamengo, ambas com 16% de preferência no país.
Neste anexo, estão listados os futebolistas e treinadores que, quando tiveram passagem pelo Corinthians, ganharam algum prêmio. No Brasil, o prêmio mais antigo é o Bola de Ouro, que é dado ao jogador com melhor média de notas após o término do Campeonato Brasileiro de Futebol. Outro prêmio, o Bola de Prata, é distribuído aos onze melhores jogadores com melhor média de nota por posição, formando assim uma seleção de jogadores. O Bola de Ouro e o Bola de Prata só são distribuídos para futebolistas de clubes da Série A. O ganhador do Bola de Ouro é considerado o melhor jogador do Brasil.
Outro prêmio criado recentemente, em 2005, é o Prêmio Craque do Brasileirão, numa parceria entre a Rede Globo e a Confederação Brasileira de Futebol. É a premiação oficial dos jogadores que disputam o Campeonato Brasileiro de Futebol. Antes do fim do campeonato, um "colégio eleitoral", formado por jogadores, treinadores, ex-jogadores e intelectuais, elege os três melhores do campeonato em cada posição. São eleitos também os três melhores treinadores e os três melhores árbitros. No dia da premiação, os três finalistas recebem seus prêmios de acordo com a votação: ouro, prata e bronze. Além destes, é também premiado o jogador considerado a Revelação do Campeonato, o melhor jogador (denominado de Rei da Bola), o artilheiro do Campeonato (denominado de Rei do Gol) e também o Craque da Galera (eleito em votação pela internet). O prêmio acontece sempre na segunda-feira após a última rodada do Campeonato Brasileiro.
Há também o Troféu Mesa Redonda, da TV Gazeta, criado em 2004, também com o intuito de premiar os melhores do Campeonato Brasileiro, através de uma votação pela internet, no site oficial do prêmio. Seguindo o esquema 4-4-2, 4-3-3, ou 3-5-2, há a indicação dos três melhores de cada posição, para cada esquema. A tática mais votada e os jogadores mais votados constituem a seleção. Depois, jornalistas escolhem o melhor do campeonato, a revelação e o melhor treinador.
Na Série B e no Campeonato Paulista, acontece uma distribuição de prêmios semelhante: é eleito o melhor jogador e é feita uma seleção dos melhores, semelhante à Taça Libertadores, na qual além da seleção e do melhor do torneio, também é escolhido o melhor jogador da final, como com o corintiano Emerson Sheik em 2012.

## Melhor jogador das Américas

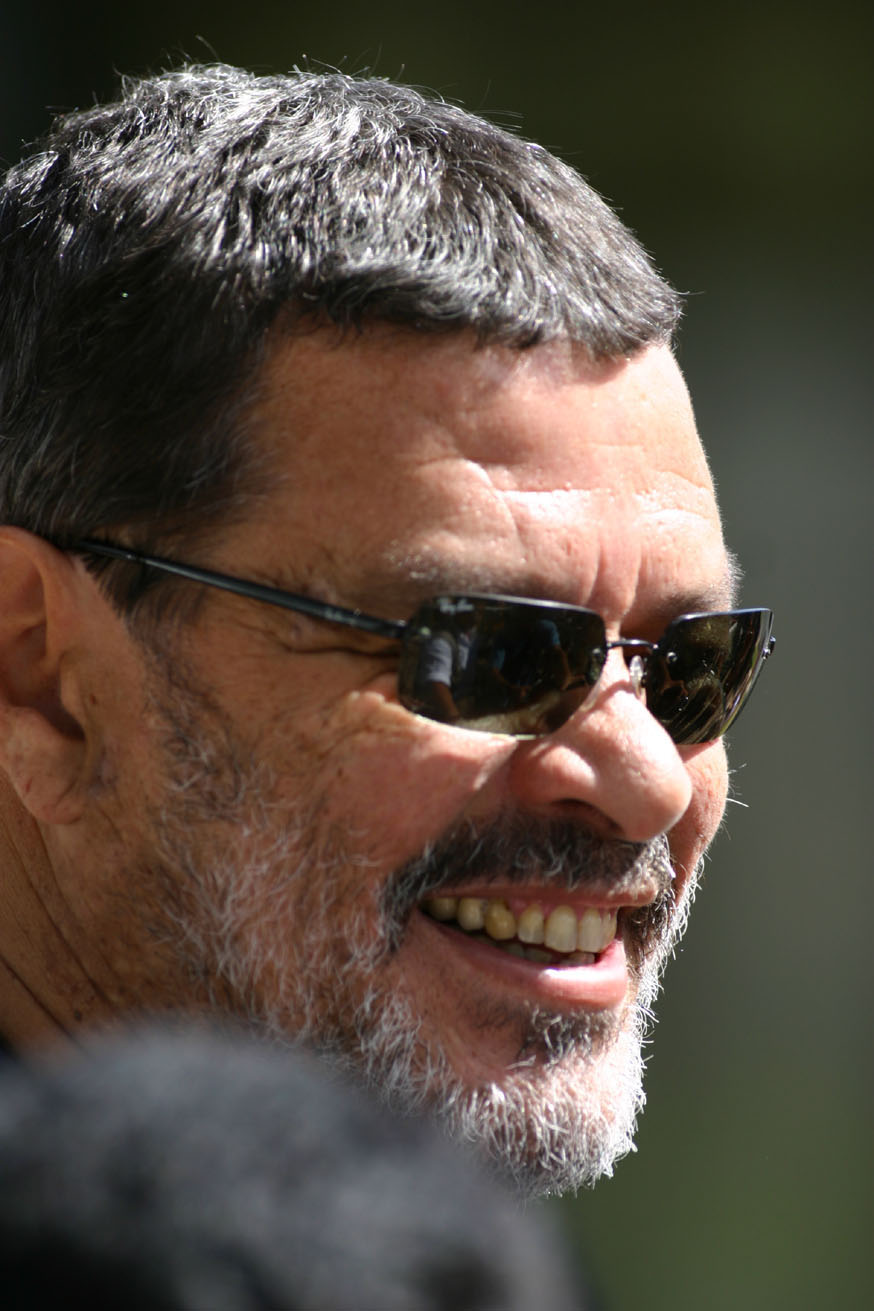
Sócrates: o melhor jogador das Américas em 1983.

Todo ano, alguns jornais da América do Sul elegem algum futebolista como o Melhor Jogador das Américas. O Corinthians já teve dois jogadores considerados os melhores das Américas:
Jornal "El Mundo", Venezuela
| País   | Nome     | Posição | Ano  |
| ------ | -------- | ------- | ---- |
| Brasil | Sócrates | Meia    | 1983 |

Jornal "El País", Uruguai
| País      | Nome           | Posição      | Ano  |
| --------- | -------------- | ------------ | ---- |
| Argentina | Carlitos Tévez | Centroavante | 2005 |

## Copa Libertadores da América
Assim como os torneios do Brasil, é feita uma Seleção dos melhores jogadores da Libertadores. Além disso, são eleitos também o melhor jogador da final, escolhido pela Conmebol logo após o encerramento da partida, e o melhor jogador da competição, anunciado oficialmente meses depois do fim da Libertadores, geralmente em novembro, visto que o torneio acaba em julho.
O melhor jogador da final ganha um carro da Toyota, patrocinadora oficial da Conmebol e o melhor jogador da Libertadores, escolhido pela imprensa, através de uma votação através do site oficial do Banco Santander, ganha um prêmio em dinheiro pelo banco, tendo que doar a metade do prêmio para uma instituição filantrópica, além de um troféu assinado pelo artista plástico Romero Britto. O treinador campeão também ganha um carro da Toyota.
O Corinthians, campeão invicto da Copa Libertadores da América de 2012, teve Emerson Sheik como melhor jogador da final, autor dos dois gols da vitória sobre o Boca Juniors, no Pacaembu. Tite, treinador campeão, no Corinthians desde 2010, também ganhou um carro da Toyota. Quatro jogadores do clube também figuraram na Seleção do torneio.
Melhor jogador da Copa Libertadores da América
| País  | Nome          | Posição  | Ano  |
| ----- | ------------- | -------- | ---- |
| Catar | Emerson Sheik | Atacante | 2012 |

Melhor jogador da final
| País  | Nome          | Posição  | Ano  |
| ----- | ------------- | -------- | ---- |
| Catar | Emerson Sheik | Atacante | 2012 |

Seleção da 1ª fase da Libertadores
| País | Nome     | Posição  | Ano  |
| ---- | -------- | -------- | ---- |
| Peru | Guerrero | Atacante | 2013 |

Seleção da Libertadores
| País   | Nome           | Posição   | Ano  |
| ------ | -------------- | --------- | ---- |
| Brasil | Cássio         | Goleiro   | 2012 |
| Brasil | Leandro Castán | Zagueiro  | 2012 |
| Brasil | Paulinho       | Volante   | 2012 |
| Catar  | Emerson Sheik  | Atacante  | 2012 |
| Brasil | Tite           | Treinador | 2012 |

## Prêmio Craque do Brasileirão
Sendo a premiação oficial do Campeonato Brasileiro, parceria da Rede Globo com a Confederação Brasileira de Futebol, futebolistas do Corinthians foram premiados em 2005; ano em que o Corinthians foi o campeão, em 2006, em 2007; ano em que o Corinthians foi rebaixado, em 2009, em 2010 e em 2011, quando foi novamente campeão, tendo apenas Paulinho em 2012, quando foi sexto colocado no campeonato. No total, vinte e quatro corinthianos já foram premiados em diferentes categorias.

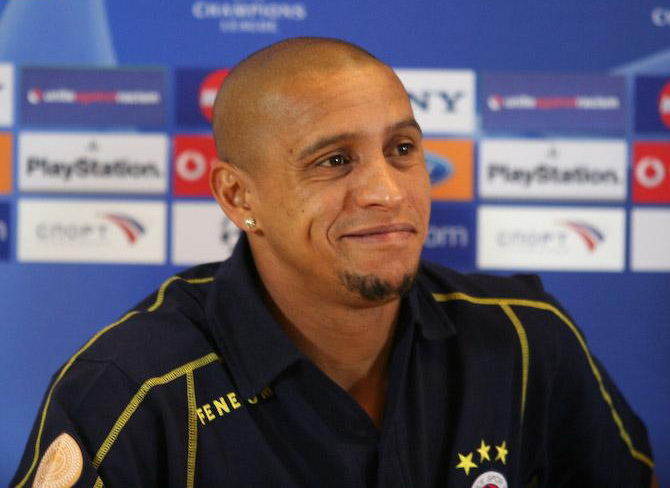
Roberto Carlos foi eleito o melhor lateral-esquerdo do Campeonato Brasileiro de 2010, ano da sua volta ao futebol brasileiro.

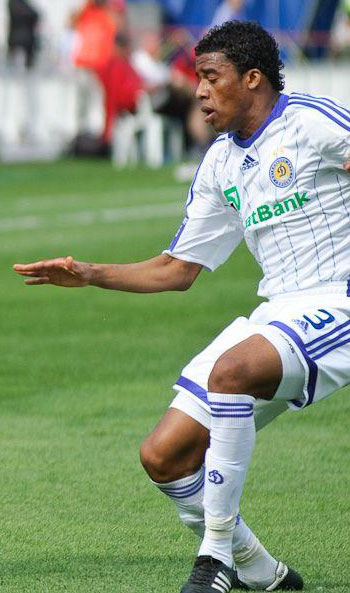
Zagueiro do Corinthians de 2001 à 2007, Betão foi premiado na categoria prata em 2005.

Rei da Bola
| País      | Nome           | Posição      | Ano  |
| --------- | -------------- | ------------ | ---- |
| Argentina | Carlitos Tévez | Centroavante | 2005 |

Jogadores premiados na categoria "ouro"
| País      | Nome           | Posição          | Ano         |
| --------- | -------------- | ---------------- | ----------- |
| Brasil    | Fábio Costa    | Goleiro          | 2005        |
| Brasil    | Gustavo Nery   | Lateral-esquerdo | 2005        |
| Brasil    | Marcelo Mattos | Volante          | 2005        |
| Brasil    | Roger          | Meia             | 2005        |
| Argentina | Carlitos Tévez | Centroavante     | 2005        |
| Brasil    | Roberto Carlos | Lateral-esquerdo | 2010        |
| Brasil    | Jucilei        | Volante          | 2010        |
| Brasil    | Elias          | Volante          | 2010        |
| Brasil    | Ralf           | Volante          | 2011        |
| Brasil    | Paulinho       | Volante          | 2011 e 2012 |

Jogadores premiados na categoria "prata"
| País   | Nome           | Posição      | Ano  |
| ------ | -------------- | ------------ | ---- |
| Brasil | Betão          | Zagueiro     | 2005 |
| Brasil | Rosinei        | Volante      | 2005 |
| Brasil | Felipe         | Goleiro      | 2007 |
| Brasil | Ronaldo        | Centroavante | 2009 |
| Brasil | Bruno César    | Meia         | 2010 |
| Brasil | Leandro Castán | Zagueiro     | 2011 |

Jogadores premiados na categoria "bronze"
| País   | Nome           | Posição   | Ano         |
| ------ | -------------- | --------- | ----------- |
| Brasil | Marinho        | Zagueiro  | 2005        |
| Brasil | Carlos Alberto | Meia      | 2005        |
| Brasil | Marcelo Mattos | Meia      | 2006        |
| Brasil | Chicão         | Zagueiro  | 2009 e 2010 |
| Brasil | Júlio César    | Goleiro   | 2011        |
| Brasil | Tite           | Treinador | 2011        |

Revelação do Campeonato
| País   | Nome        | Posição | Ano  |
| ------ | ----------- | ------- | ---- |
| Brasil | Bruno César | Meia    | 2010 |

## Bola de Ouro
O Prêmio Bola de Ouro foi criado pela Revista Placar e tem como objetivo eleger o principal jogador do Campeonato Brasileiro de Futebol. Todas as partidas são assistidas pelos jornalistas da Revista Placar e os futebolistas são avaliados entre zero e dez. No final do Campeonato Brasileiro, é feita uma média de notas de todos os jogadores e o futebolista que obtiver a melhor média ganha o prêmio.
O Corinthians já teve três futebolistas ganhadores do Bola de Ouro:
| País      | Nome               | Posição  | Ano  |
| --------- | ------------------ | -------- | ---- |
| Brasil    | Edílson            | Atacante | 1998 |
| Brasil    | Marcelinho Carioca | Meia     | 1999 |
| Argentina | Carlitos Tévez     | Atacante | 2005 |
| Brasil    | Renato Augusto     | Meia     | 2015 |
| Brasil    | Jô                 | Atacante | 2017 |

## Bola de Prata
Outro prêmio criado pela Revista Placar é o Prêmio Bola de Prata. O Bola de Prata tem como objetivo formar uma seleção dos onze melhores jogadores do Campeonato Brasileiro. Nesta seleção, estão os onze futebolistas com melhor média de notas por posição. No ano de 2010, o Corinthians foi destaque na premiação, com quatro jogadores na seleção do Campeonato, mais jogadores até do que em 2011, ano quando o Corinthians foi campeão, com dois futebolistas, mesmo fato ocorrido em 2012. No total, 34 jogadores do Corinthians já ganharam o prêmio.

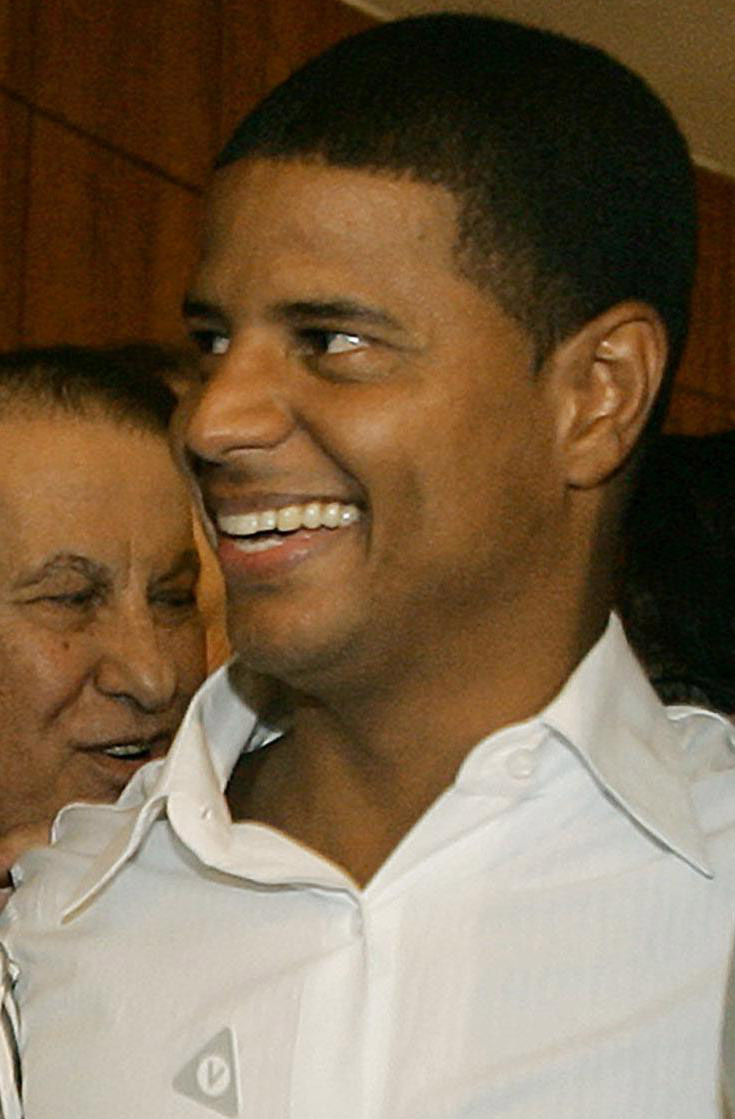
Marcelinho Carioca ganhou o prêmio de Bola de Ouro em 1999 e Bola de Prata em 1994.

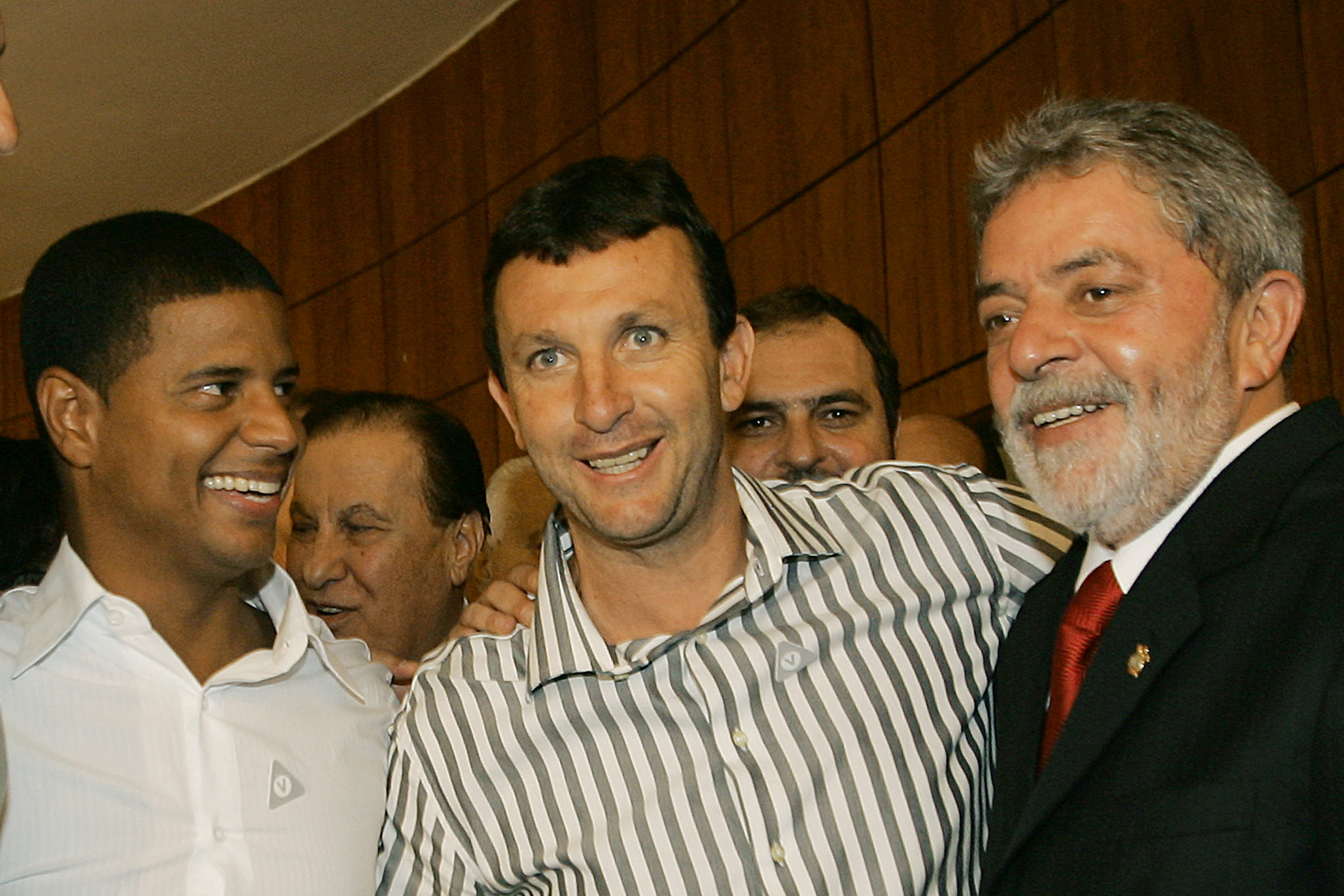
Especializado em cobranças de faltas, Neto foi Bola de Prata em 1991.

| País      | Nome               | Posição          | Ano               |
| --------- | ------------------ | ---------------- | ----------------- |
| Brasil    | Rivelino           | Meia             | 1971              |
| Brasil    | Zé Maria           | Lateral-direito  | 1973 e 1977       |
| Brasil    | Wladimir           | Lateral-esquerdo | 1974, 1976 e 1982 |
| Brasil    | Sócrates           | Meia             | 1980              |
| Brasil    | Biro Biro          | Meia             | 1980              |
| Brasil    | Édson              | Lateral-direito  | 1984              |
| Brasil    | Ronaldo            | Goleiro          | 1990 e 1994       |
| Brasil    | Marcelo            | Zagueiro         | 1990              |
| Brasil    | Neto               | Meia             | 1991              |
| Brasil    | Rivaldo            | Meia-atacante    | 1993              |
| Brasil    | Zé Elias           | Meia             | 1994              |
| Brasil    | Marcelinho Carioca | Meia             | 1994 e 1999       |
| Paraguai  | Carlos Gamarra     | Zagueiro         | 1998              |
| Brasil    | Edílson            | Centroavante     | 1998              |
| Brasil    | Vampeta            | Volante          | 1998 e 1999       |
| Brasil    | Dida               | Goleiro          | 1999              |
| Colômbia  | Freddy Rincón      | Meia             | 1999              |
| Brasil    | Fábio Luciano      | Zagueiro         | 2002              |
| Brasil    | Gil                | Centroavante     | 2002              |
| Brasil    | Fábio Costa        | Goleiro          | 2005              |
| Brasil    | Marcelo Mattos     | Volante          | 2005              |
| Argentina | Carlitos Tévez     | Centroavante     | 2005              |
| Brasil    | Chicão             | Zagueiro         | 2010              |
| Brasil    | Roberto Carlos     | Lateral-esquerdo | 2010              |
| Brasil    | Jucilei            | Volante          | 2010              |
| Brasil    | Elias              | Volante          | 2010              |
| Brasil    | Paulo André        | Zagueiro         | 2011              |
| Brasil    | Paulinho           | Volante          | 2011 e 2012       |
| Brasil    | Ralf               | Volante          | 2012              |
| Peru      | Paolo Guerrero     | Centroavante     | 2014              |
| Brasil    | Gil                | Zagueiro         | 2015              |
| Brasil    | Elias              | Volante          | 2015              |
| Brasil    | Renato Augusto     | Meia             | 2015              |
| Brasil    | Jadson             | Meia             | 2015              |
| Brasil    | Jô                 | Atacante         | 2017              |
| Brasil    | Fagner             | Lateral-direito  | 2017              |
| Brasil    | Balbuena           | Zagueiro         | 2017              |
| Brasil    | Fábio Carille      | Treinador        | 2017              |

## Troféu Mesa Redonda
O Troféu Mesa Redonda, da TV Gazeta, criado em 2004, premia os melhores do Campeonato Brasileiro em dezembro, após seu fim, numa cerimônia transmitida ao vivo pela TV Gazeta. O Mesa Redonda, no ar desde 1975, organiza a premiação através de uma votação pela internet, no site oficial do Troféu. Seguindo o esquema 4-4-2, 4-3-3, ou 3-5-2, há a indicação dos três melhores de cada posição, para cada esquema. Depois, jornalistas escolhem os melhores de cada posição, o melhor do campeonato, a revelação e o melhor treinador.
Em 2010, quando foi terceiro colocado, e em 2011, quando foi pentacampeão, jogadores do Corinthians dominaram a votação. Durante 2012, quando focou o final do ano para o Mundial de Clubes da FIFA, terminando a competição na sexta posição, teve apenas um jogador premiado, Paulinho.

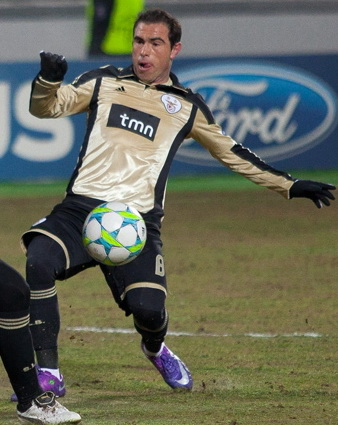
Bruno César, hoje no Benfica, de Portugal, recebeu o prêmio de Revelação do Brasileirão de 2010.

Jogadores na Seleção do Troféu
| País      | Nome            | Posição          | Ano         |
| --------- | --------------- | ---------------- | ----------- |
| Brasil    | Fabinho         | Volante          | 2004        |
| Brasil    | Eduardo Ratinho | Lateral Direito  | 2004        |
| Brasil    | Gustavo Nery    | Lateral Esquerdo | 2004        |
| Brasil    | Roger           | Meia             | 2004        |
| Argentina | Tevez           | Atacante         | 2004        |
| Brasil    | Finazzi         | Atacante         | 2007        |
| Brasil    | Júlio César     | Goleiro          | 2010 e 2011 |
| Brasil    | Chicão          | Zagueiro         | 2010        |
| Brasil    | Roberto Carlos  | Lateral-esquerdo | 2010        |
| Brasil    | Elias           | Volante          | 2010 e 2015 |
| Brasil    | Leandro Castán  | Zagueiro         | 2011        |
| Brasil    | Ralf            | Volante          | 2011        |
| Brasil    | Paulinho        | Volante          | 2011 e 2012 |
| Brasil    | Alex            | Meia             | 2011        |
| Brasil    | Tite            | Treinador        | 2011 e 2015 |
| Brasil    | Paulo André     | Zagueiro         | 2013        |
| Peru      | Paolo Guerrero  | Centroavante     | 2014        |
| Brasil    | Cássio          | Goleiro          | 2015        |
| Brasil    | Gil             | Zagueiro         | 2015        |
| Brasil    | Renato Augusto  | Meia             | 2015        |
| Brasil    | Jadson          | Meia             | 2015        |
| Brasil    | Fagner          | Lateral-direito  | 2016        |

Revelação do Campeonato
| País   | Nome        | Posição  | Ano  |
| ------ | ----------- | -------- | ---- |
| Brasil | Felipe      | Goleiro  | 2006 |
| Brasil | Bruno César | Atacante | 2010 |
| Brasil | Willian     | Atacante | 2011 |

Melhor Jogador do Campeonato
| País   | Nome           | Posição | Ano  |
| ------ | -------------- | ------- | ---- |
| Brasil | Renato Augusto | Meia    | 2015 |

## Campeonato Brasileiro de Futebol - Série B
Em 2007, o Corinthians foi rebaixado para a Série B do Campeonato Brasileiro de Futebol. Em 2008 formou um novo time, conseguindo até o vice-campeonato da Copa do Brasil . Na Série B, fez uma bela campanha, tendo apenas três derrotas na competição e sendo campeão com quatro rodadas de antecedência. Na eleição dos melhores jogadores, Douglas foi eleito o melhor do campeonato. Na seleção da Série B, torneio que pertence a Futebol Brasil Associados, quatro jogadores pertenciam ao Corinthians. E também foi feita pela internet uma votação que elegeria o Craque da Torcida do campeonato, em que André Santos foi eleito. Felipe foi o goleiro menos vazado do campeonato.

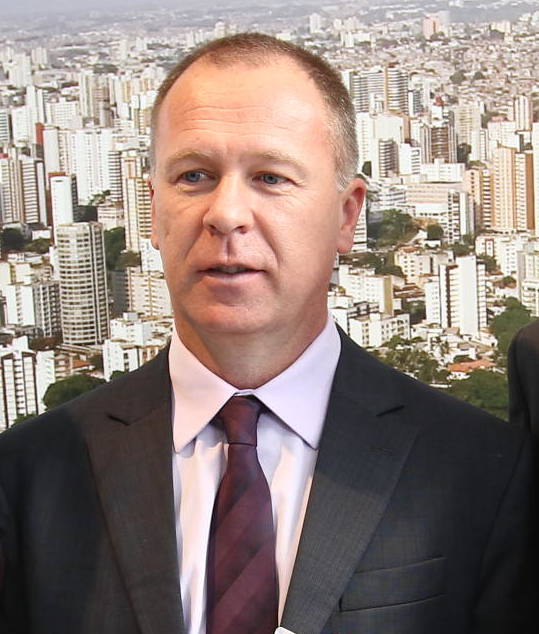
Após bom desempenho pelo Corinthians, fazendo o clube voltar a Série A e conseguindo mais títulos, Mano Menezes foi considerado pela CNN o quarto melhor treinador do mundo.

Melhor jogador da Série B
| País   | Nome    | Posição | Ano  |
| ------ | ------- | ------- | ---- |
| Brasil | Douglas | Meia    | 2008 |

Craque da Torcida da Série B
| País   | Nome         | Posição          | Ano  |
| ------ | ------------ | ---------------- | ---- |
| Brasil | André Santos | Lateral-esquerdo | 2008 |

Goleiro menos vazado da Série B
| País   | Nome   | Posição | Ano  |
| ------ | ------ | ------- | ---- |
| Brasil | Felipe | Goleiro | 2008 |

Jogadores do Corinthians na seleção dos melhores da Série B
| País      | Nome         | Posição          | Ano  |
| --------- | ------------ | ---------------- | ---- |
| Brasil    | Chicão       | Zagueiro         | 2008 |
| Brasil    | André Santos | Lateral-esquerdo | 2008 |
| Argentina | Herrera      | Centroavante     | 2008 |
| Brasil    | Douglas      | Meia             | 2008 |

## Campeonato Paulista de Futebol

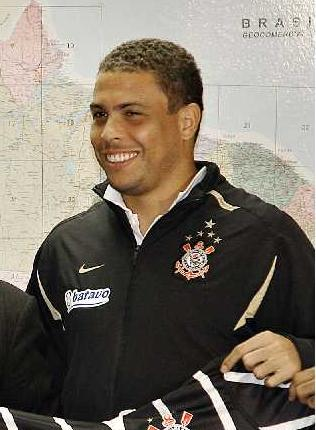
Após surpreender muitas pessoas, Ronaldo foi eleito o Melhor jogador do Paulista de 2009.

No Campeonato Paulista de Futebol também é feita uma distribuição de prêmios. Na edição de 2009, em que o Corinthians ganhou de maneira invicta, Ronaldo, após surpreender a todos em sua volta ao futebol, foi considerado o melhor jogador da competição. Na seleção do campeonato, sete futebolistas defendiam o clube, além de Mano Menezes, eleito o melhor treinador.
Em 2010, o Corinthians, que terminou na quinta posição do campeonato, teve Roberto Carlos eleito o melhor lateral-esquerdo da competição. Neste ano, o Santos foi o campeão paulista e grande parte da Seleção do Campeonato foi composta por seus jogadores.
No ano de 2011, o clube foi vice-campeão, perdendo a final para o Santos, tendo dois jogadores na seleção dos melhores dos campeonatos. Em 2012, o time caiu nas quartas-de-final do campeonato, perdendo para a Ponte Preta, encerrando a competição na quinta posição. Paulinho foi o único jogador do Corinthians na seleção do torneio.
Melhor jogador do Campeonato Paulista
| País   | Nome    | Posição      | Ano  |
| ------ | ------- | ------------ | ---- |
| Brasil | Ronaldo | Centroavante | 2009 |

Jogadores do Corinthians na seleção dos melhores do Campeonato Paulista
| País     | Nome            | Posição          | Ano         |
| -------- | --------------- | ---------------- | ----------- |
| Brasil   | Nilmar          | Centroavante     | 2006        |
| Brasil   | André Santos    | Lateral-esquerdo | 2008 e 2009 |
| Brasil   | Felipe          | Goleiro          | 2009        |
| Brasil   | Alessandro      | Lateral-direito  | 2009 e 2013 |
| Brasil   | Cristian        | Volante          | 2009        |
| Brasil   | Elias           | Meia             | 2009        |
| Brasil   | Chicão          | Zagueiro         | 2009 e 2011 |
| Brasil   | Ronaldo         | Centroavante     | 2009        |
| Brasil   | Mano Menezes    | Treinador        | 2009        |
| Brasil   | Roberto Carlos  | Lateral-esquerdo | 2010        |
| Brasil   | Ralf            | Volante          | 2011 e 2013 |
| Portugal | Liédson         | Centroavante     | 2011        |
| Brasil   | Paulinho        | Volante          | 2012 e 2013 |
| Brasil   | Gil             | Zagueiro         | 2013 e 2015 |
| Brasil   | Danilo          | Meia             | 2013        |
| Peru     | Guerrero        | Centroavante     | 2013        |
| Brasil   | Fagner          | Lateral-direito  | 2015 e 2017 |
| Brasil   | Pablo           | Zagueiro         | 2017        |
| Brasil   | Rodriguinho     | Meia             | 2017        |
| Brasil   | Guilherme Arana | Lateral-esquerdo | 2017        |
| Brasil   | Jô              | Centroavante     | 2017        |
| Brasil   | Fábio Carille   | Treinador        | 2017        |

O Cara do Paulistão
| País | Nome     | Posição      | Ano  |
| ---- | -------- | ------------ | ---- |
| Peru | Guerrero | Centroavante | 2013 |

Globolinha de Ouro (Gol mais bonito do campeonato)
| País   | Nome   | Posição | Ano  |
| ------ | ------ | ------- | ---- |
| Brasil | Danilo | Meia    | 2013 |

## Campeonato Mundial de Clubes da FIFA
No Campeonato Mundial de Clubes da FIFA é feita a distribuição de prêmios individuais, para premiar os três melhores jogadores da competição. Em 2000 o Corinthians foi campeão dessa competição, com Edílson recebendo a Bola de Ouro de melhor jogador da competição. No ano de 2012 o Corinthians foi campeão novamente do Mundial de Clubes da FIFA, com Guerrero ficando com a Bola de Bronze, sendo o terceiro melhor jogador da competição e com Cássio ficando com a Bola de Ouro como melhor jogador do campeonato.
Melhor Jogador da Final
| País   | Nome   | Posição | Ano  |
| ------ | ------ | ------- | ---- |
| Brasil | Cássio | Goleiro | 2012 |

Bola de Ouro
| País   | Nome    | Posição      | Ano  |
| ------ | ------- | ------------ | ---- |
| Brasil | Edílson | Centroavante | 2000 |
| Brasil | Cássio  | Goleiro      | 2012 |

Bola de Bronze
| País | Nome     | Posição      | Ano  |
| ---- | -------- | ------------ | ---- |
| Peru | Guerrero | Centroavante | 2012 |